# Аралтобе (Кербулацький район)
Аралтобе́ (каз. Аралтөбе) — село у складі Кербулацького району Жетисуської області Казахстану. Входить до складу Шубарського сільського округу.
Населення — 317 осіб (2021; 604 у 2009, 625 у 1999, 682 у 1989).